# Tabalá
Tabalá är en ort i Mexiko.   Den ligger i kommunen Culiacán och delstaten Sinaloa, i den centrala delen av landet, 1 000 km nordväst om huvudstaden Mexico City. Tabalá ligger 71 meter över havet och antalet invånare är 724.
Terrängen runt Tabalá är huvudsakligen platt, men norrut är den kuperad. Runt Tabalá är det mycket glesbefolkat, med 6 invånare per kvadratkilometer. Närmaste större samhälle är Quila, 12,9 km väster om Tabalá. I omgivningarna runt Tabalá växer huvudsakligen savannskog.